# 난부 미치노부
난부 미치노부(일본어: 南部通信, なんぶ みちのぶ, 1673년 3월 29일 ~ 1716년 10월 9일)는 하치노헤번의 3대 번주이다. 어릴적 이름은 다쿠미(内匠)였고, 관위는 종5위하, 도토미노카미(遠江守)이다.
1673년, 모리오카번의 3대 번주 난부 시게노부의 넷째 아들로 태어났다. 1699년, 하치노헤번의 번주 난부 나오마사가 후사 없이 죽자 그 양자로 들어가 뒤를 이어 번주가 되었다. 미치노부는 유능한 인물로, 문무에 고루 뛰어났고 기마술에 능했으며, 다도, 와카, 축국에도 소질이 있는 교양인이었다고 한다. 번의 발전에도 크게 공헌하여, 검약령 제정, 물가 안정, 흉년 대책 마련, 독점 방지, 문무 장려 등 번정 개혁에 힘썼다. 1716년, 44세의 나이로 사망하였고, 장남 히로노부가 번주직을 계승하였다. 아오모리현 하치노헤시의 난소지(南宗寺)에 묘가 있다.
| 전임 난부 나오마사 | 제3대 하치노헤번 번주 1699년 ~ 1716년 | 후임 난부 히로노부 |